# Kim Chang-wan
Kim Chang-wan (nombre en coreano, 김창완) es un cantante de rock, compositor, músico, actor, presentador de televisión, DJ de radio, escrito y poeta surcoreano nacido el 22 de febrero de 1954 en Seúl, Corea del Sur. Fue el líder del grupo surcoreano de rock Sanulrim.

## Inicios en Sanulrim
Kim Chang-wan empezó a componer canciones con su hermano desde la adolescencia. Cuando eran estudiantes, formaron la banda de música Mui. En 1975, Kim Chang-wan se graduó de la Universidad Nacional de Seúl con un título de estudios agriculturales, especializado en fibras naturales. Después de esto, ellos se volvieron músicos profesionales y cambiaron el nombre de su grupo a Sanulrim, que significa eco de la montaña en coreano. En 1977, ellos lanzaron su primer álbum llamado What, already? que se convirtió en un éxito tanto comercial como entre la crítica.
El estilo de rock psicodélico y del hard rock era música que los coreanos no habían escuchado nunca antes. Con esto, Sanulrim revitalizó la escena musical de Corea, que había sufrido un duro golpe cuando muchos de los artistas más famosos fueron arrestados por posesión de mariguana en 1970.
De 1977 a 1984, ellos presentaron más de 10 álbumes y se convirtieron en unas de las figuras más influyentes y queridas de la escena de rock surcoreano. Durante el boom de la música pop de Corea del Sur en 1990, todos los álbumes del grupo fueron relanzados junto con un álbum tributo. En 2007, ellos cumplieron 30 años de conciertos e hicieron planes para presentar otro álbum más. Sin embargo, el baterista Kim Chang-ik murió en un accidente de tráfico en Vancouver, Canadá el 29 de enero de 2008, por lo que Sanulrim se desintegró tras su muerte.

## Carrera como actor
Kim Chang-wan trabajó como director musical y compositor en películas a inicios de 1990. Después de esto, Kim Chang-wan empezó a actuar en la pantalla. Él ha aparecido como actor de reparto en el cine y en la televisión. Entre sus participaciones más famosas han estado la tragicomedia Haengbokhan jangeuisa (2000), el drama médico Hayan Geotab (2007) y las comedias románticas El príncipe del café, La reina de las esposas y My Love from the Star. En 2013, él actuó como un cirujano plástico psicópata en la película Doctor.
En 2020, actuó en la serie Está bien no estar bien, interpretando al director del hospital psiquiátrico Oh Ji-wang.
Kim también ha actuadado como actor de teatro en la obra A nap en 2010.

## Filmografía

### Series de televisión
| Año  | Título                          | Papel                      | Canal         | Notas              | Ref.          |
| ---- | ------------------------------- | -------------------------- | ------------- | ------------------ | ------------- |
| 2008 | Iljimae                         | King Injo                  | SBS           |                    |               |
| 2008 | Worlds Within                   | Park Hyun-seob             | KBS2          |                    |               |
| 2009 | Queen of Housewives             | Kim Hong-shik              | MBC           |                    |               |
| 2009 | Triple                          | Kim Bok-man (cameo)        | MBC           |                    |               |
| 2010 | Golden House                    | Kim Sang-chul              | tvN           |                    |               |
| 2010 | Queen of Reversals              | Mok Young-chul             | MBC           |                    |               |
| 2011 | Miss Ripley                     | Director Choi              | MBC           |                    |               |
| 2011 | A Thousand Kisses               | Jang Byung-shik            | MBC           |                    |               |
| 2011 | What's Up                       | padre de Park Tae-yi       | MBN           |                    |               |
| 2012 | Take Care of Us, Captain        | Han Gyu-pil                | SBS           |                    |               |
| 2012 | The King's Doctor               | Jung Sung-jo               | MBC           |                    |               |
| 2013 | The End of the World            | Choi Soo-chul              | jTBC          |                    |               |
| 2013 | Who Are You?                    | Choi Moon-shik             | tvN           |                    |               |
| 2013 | Good Doctor                     | Chairman Jung              | KBS2          |                    |               |
| 2013 | My Love from the Star           | Jang Young-mok             | SBS           |                    |               |
| 2014 | Secret Love Affair              | Min Yong-ki                | jTBC          |                    |               |
| 2014 | Secret Door                     | Kim Taek                   | SBS           |                    |               |
| 2015 | Great Stories                   | narrador                   | TV Chosun/tvN |                    |               |
| 2015 | Splendid Politics               | Yi Won-ik                  | MBC           |                    |               |
| 2016 | Hwarang: The Poet Warrior Youth | Park Yeong-shil            | KBS2          |                    |               |
| 2017 | Whisper                         | Lee Ho-beom                | SBS           |                    |               |
| 2017 | 20th Century Boy and Girl       | Sa Chang-wan               | MBC           |                    |               |
| 2017 | Jugglers                        | Vicepresidente Do Tae-geun | KBS2          |                    |               |
| 2018 | Something in the Rain           | padre de Seo Joon-hee      | JTBC          |                    |               |
| 2019 | One Spring Night                | Padre de Kwon Ki-seok      | MBC           |                    | [ 7 ]         |
| 2020 | Find Me in Your Memory          | Yoo Sung-hyeok             | MBC           |                    | [ 8 ]         |
| 2020 | It's Okay to Not Be Okay        | Oh Ji-wang                 | tvN           |                    | [ 9 ]         |
| 2020 | Awaken                          | Gong Il-do                 | tvN           |                    |               |
| 2021 | Oh My Ladylord                  | presidente de Just Records | MBC           |                    |               |
| 2021 | One the Woman                   | Noh Hak-tae                | SBS           |                    |               |
| 2022 | Why Her?                        | Baek Jin-gi                | SBS           |                    | [ 10 ]        |
| 2022 | Bad Prosecutor                  | Seo Hyun-kyoo              | KBS2          |                    | [ 11 ] [ 12 ] |
| 2023 | The Real Has Come!              | Jang Ho                    | KBS2          |                    | [ 13 ]        |
| 2024 | Perfect Family                  | Mayordomo Kim              | KBS2          |                    |               |
| 2025 | The Art of Negotiation          |                            | JTBC          | Aparición especial | [ 14 ]        |

### Películas
| Año  | Título | Personaje | Notas                                            |
| ---- | ------ | --------- | ------------------------------------------------ |
| 2001 | A Day  | Doctor Jo | junto a Ko So-young, Lee Sung-jae y Yoon So-jung |

## Premios y nominaciones
| Año  | Premio           | Categoría                   | Trabajo       | Resultado |
| ---- | ---------------- | --------------------------- | ------------- | --------- |
| 2021 | SBS Drama Awards | Best Character Award, Actor | One the Woman | Nominado  |